# Gare de Vagney
La gare de Vagney était une gare ferroviaire française, de la ligne de Remiremont à Cornimont, située sur le territoire de la commune du Syndicat, lieu-dit "Nol", dans le département des Vosges en Lorraine. 
Elle a été mise en service en 1879 par la Compagnie des chemins de fer de l'Est et fermée, en 1989 aux voyageurs et en 1992 aux marchandises par la Société nationale des chemins de fer français (SNCF). Un service de cars TER Lorraine dessert la commune.

## Situation ferroviaire
Établie à 407 mètres d'altitude, la gare de Vagney était située au point kilométrique (pk) 6,75 de la ligne de Remiremont à Cornimont, entre les gares de Syndicat - Saint-Amé et de Zainvillers.

## Histoire
La gare de Vagney a été mise en service le 6 septembre 1879 par la Compagnie des chemins de fer de l'Est lorsqu'elle a ouvert à l'exploitation la ligne de Remiremont à Cornimont, dite aussi « ligne de la Moselotte », dont la Compagnie anonyme du chemin de fer de la Moselotte, concessionnaire, lui avait confié l'exploitation. 
En 1880, le résultat de l'exploitation de la station de Vagney s'est élevé à un montant de 18 279,90 fr, pour : 9 828,20 fr de recette voyageurs et 504,10 fr de recette bagages et messageries, 7 947,60 fr de recette petite vitesse (marchandises).
Le déclassement de la ligne le 11 juillet 1994 ferme la gare à toute activité ferroviaire.
En 2012, le bâtiment de la gare est toujours présent, ainsi que la halle à marchandises. Ils sont situés de part et d'autre de la voie verte des Hautes-Vosges qui emprunte le parcours de l'ancienne ligne du chemin de fer.

## Service des voyageurs
La halte est fermée et désaffectée, la gare en service la plus proche est celle de Remiremont. Un service de cars TER Lorraine (ligne 9) dessert la commune.